# 阿布扎比酋长国政府
阿布扎比酋长国政府是阿布扎比酋长国（阿拉伯联合酋长国的七个酋長國之一）的政府，政府首脑是阿布扎比酋长穆罕默德·本·扎耶德·阿勒納哈揚，行政机关是阿布扎比执行委员会。